# Doylestown (Wisconsin)
Doylestown è un comune degli Stati Uniti, situato in Wisconsin, nella Contea di Columbia.